# Lestes garoensis
Lestes garoensis är en trollsländeart som beskrevs av Lahiri 1987. Lestes garoensis ingår i släktet Lestes och familjen glansflicksländor. IUCN kategoriserar arten globalt som otillräckligt studerad. Inga underarter finns listade i Catalogue of Life.